# ブリタニア橋
ブリタニア橋（ブリタニアきょう、英語: Britannia Bridge、ウェールズ語: Pont Britannia）は、メナイ海峡を横断してアングルシー島とウェールズ本土（グレートブリテン島）を結ぶイギリスの橋である。当初は箱型の断面をもつ錬鉄製管状橋として、鉄道橋としてロバート・スチーブンソン設計・施工により完成した。1970年に発生した火災を受けて、道路・鉄道の双方を通す橋として鋼鉄製2連トラスアーチ橋として再建された。

## 橋の設計

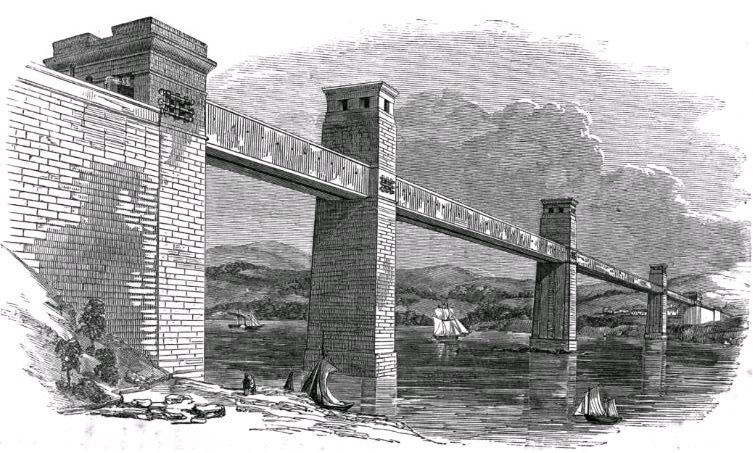
当初の箱型断面のブリタニア橋、1852年頃

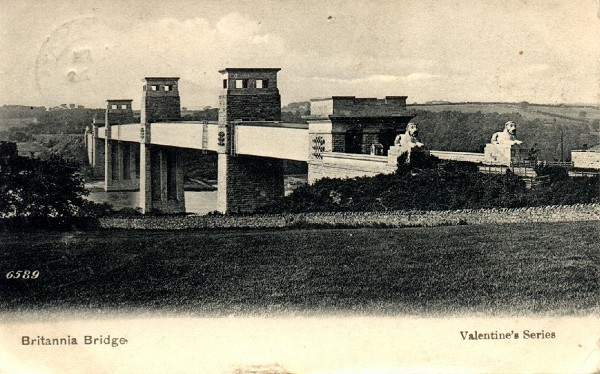
1886年頃の絵葉書に載っているブリタニア橋

後にブリタニア橋が建設されることになる地点の1マイル（約1.6 km）東に1826年にトーマス・テルフォード建設のメナイ吊橋が開通して、初めてアングルシー島と本土を結ぶ道ができた。鉄道が人気を博するようになるにつれて、ロンドンとホリーヘッド港を直接結ぶチェスター・アンド・ホリーヘッド鉄道を通せる2番目の橋が必要になってきた。
他の方法で鉄道を通すことも提案され、たとえば1838年には既存のメナイ吊橋を渡そうというものもあった。この提案について意見を求めるために鉄道のパイオニアであるジョージ・スチーブンソンが招かれたが、吊橋の再利用について関心を表明しただけであった。1840年までに、財務委員会はおおむねスチーブンソンの提案に傾き、1845年にブリタニア橋を通る経路を最終承認した。ジョージ・スチーブンソンの息子、ロバート・スチーブンソンが主任技術者に指名された。
橋の設計では、海峡を船が通航可能なようにする必要があり、かつ列車の通行に伴う重い荷重に耐えられるように十分頑丈である必要もあった。このためスチーブンソンは、2連の主桁をいずれも長さ460フィート（約140 m）の箱型の鉄のチューブ状に造った。それぞれは1,500英トンの重さがあり、石造の橋脚によって支持されている。中央の橋脚はブリタニア岩礁の上に建設された。さらに2連の230フィート（約70 m）長の支間があって、全長1,511フィート（461 m）の連続桁となっている。列車はこのチューブの中を走る。この時点までで錬鉄製の橋で最も長い支間は31フィート6インチ（約9.6 m）であった。
スチーブンソンは有名な技術者2人をコンサルタントとして雇っていた。ウィリアム・フェアベアンは彼の父親（ジョージ）の旧友であった。またイートン・ホジキンソンは、材料強度学の指導的な理論家であった。ホジキンソンは、チューブを十分頑丈に造ることは非現実的であると考えており、鎖で補助の支持を行うべきだと助言した。しかしフェアベアンは鎖は不必要だと考え
各部品が正しく均衡がとれ、板が適切に鋲止めされているならば、鎖を省いてこの橋が建設された時代の進取の精神とエネルギーを示す有効なモニュメントとできるでしょう
と宣言した。
受け取った技術的な意見はホジキンソンの主張と一致するものであったが、しかしスチーブンソンはかなり心配しながらもフェアベアンの分析を支持した。フェアベアンのミルウォール造船所において、75フィート（約23 m）の長さの模型が造られて実験が行われ、最終設計の基礎として用いられた。スチーブンソンはチューブの断面形状として楕円形を推していたが、フェアベアンの好む箱型断面が採用された。フェアベアンは、チューブの天井部分の部品の分割製造と、側面のパネルを固定する補剛材の開発に責任を持つことになった。

### ライオン

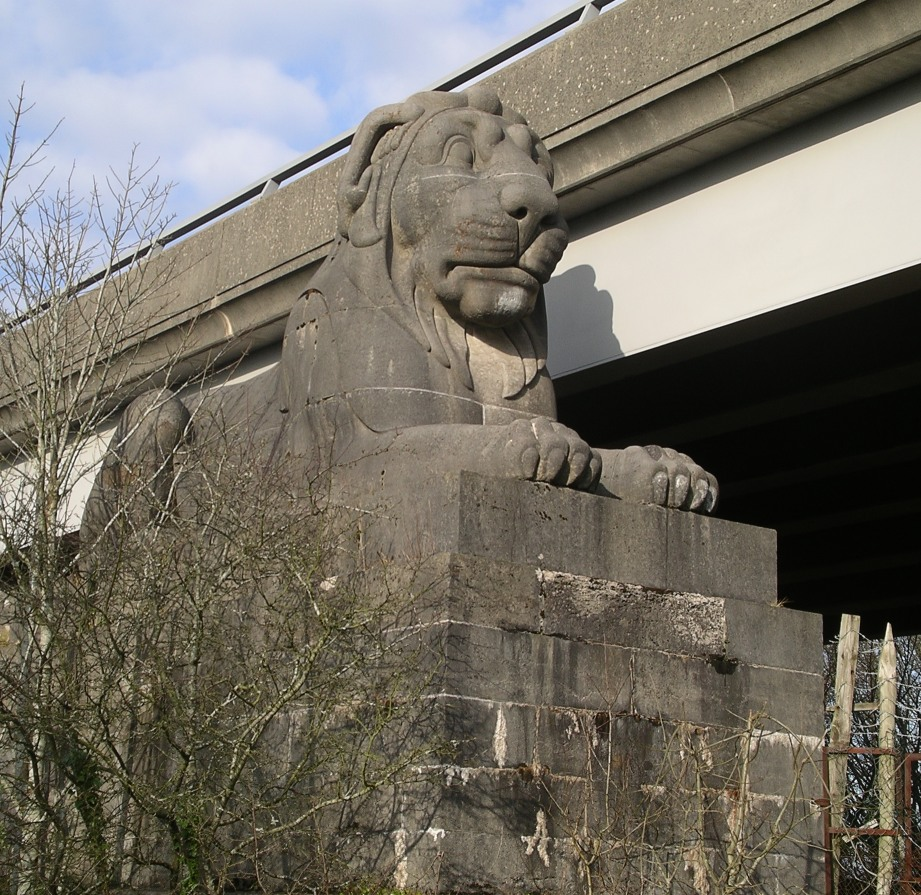
ブリタニア橋の橋台角にある、4つあるライオンのうちの1つ

橋は、ジョン・トーマスが石灰岩で制作した4頭のライオンで飾られている。これは近くで生まれた吟遊詩人のジョン・エヴァンス（1826年 - 1888年）の以下のウェールズ語の詩で不滅のものとなった。
Pedwar llew tew

Heb ddim blew

Dau 'ochr yma

A dau 'ochr drew
4頭の太ったライオン

髪の毛がない

2頭がこちらの岸に

もう2頭が向こうに
このライオンは、現代の橋を通過する道路A55号線から見ることはできないが、しばしば道路と同じ高さまで持ち上げるべきであるとの提案が出されている。

## 建設と運用

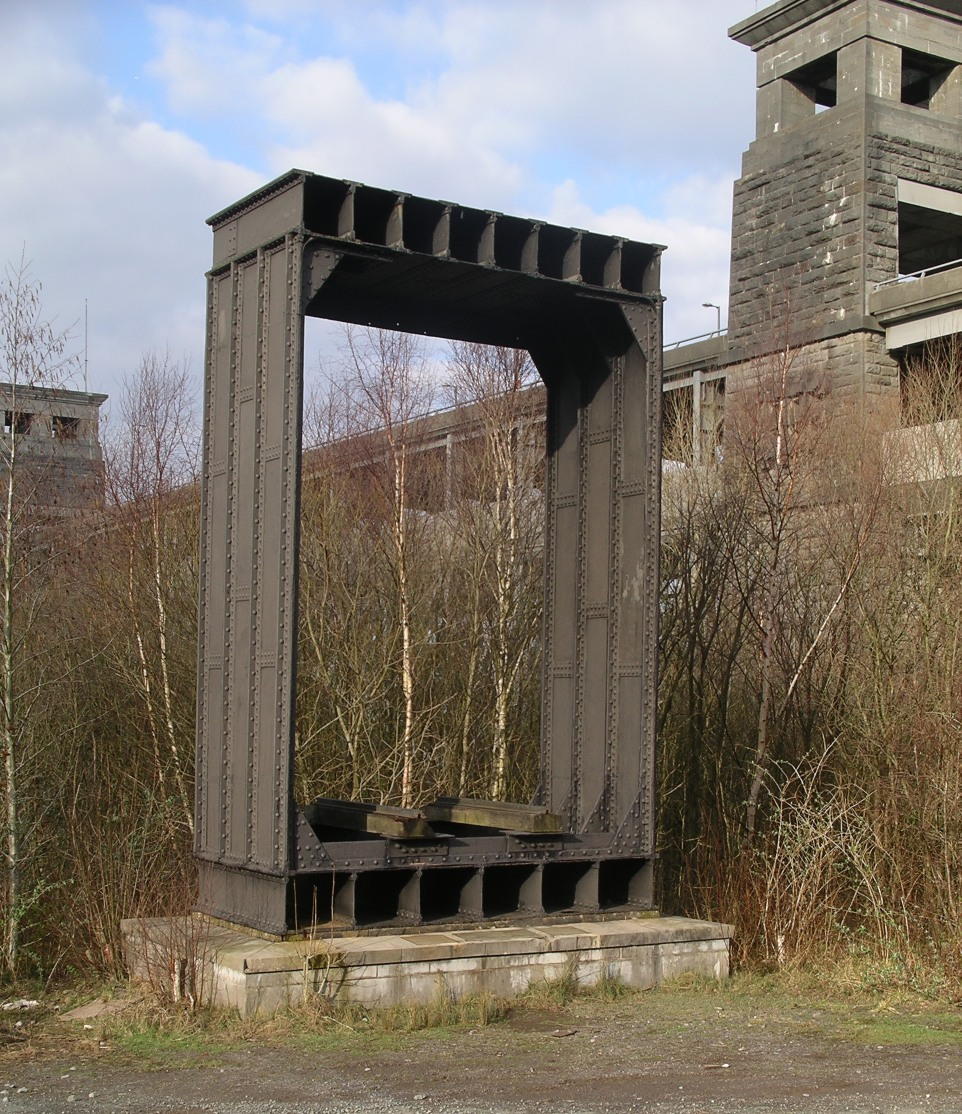
当初の錬鉄製の橋の断面、現代の橋の脇に建っている

建設は1846年に始まり、1850年3月5日に試運転が行われ、3月18日から上り線が開通した。さらに10月19日には下り線も完成した。その当時、鋳鉄でできた桁橋をはるかに上回る長さを持つ「偉大で並外れた新しい橋」であった。
陸上部の径間は、木製の台を組み立ててその上で桁の組み立て工事が行われた。これに対して海上の箱桁は、船の航行を阻害しないためウェールズ本土の海岸で組み立てられ、艀に載せて橋脚の位置へ移動させた。石造の橋脚は干潮時を利用して建設されており、この中間に桁を通す穴と、ここまで桁を引き上げるのに必要な垂直の溝が付けられていた。1849年6月19日に最初の主桁である上り線アングルシー側の橋桁を架設する作業が行われたがロープ巻き上げ機の故障により延期され、翌20日に橋脚の根元に安置された。それから水圧ジャッキを用いて徐々に引き上げていき、10月13日に所定の位置に持ち上げられた。途中8月17日にはジャッキの故障により桁が落下する事故が発生したが、ジャッキで桁を持ち上げるたびにその下に石を積み重ねていく慎重な方法を取ったことから大きな損傷は受けなかった。続いて上り線本土側の主桁が12月6日に現地に送られ、1850年1月7日に所定の位置まで引き上げられた。こうして上り線の橋桁が所定の位置に揃うと、その間をつないで連続桁とする工事が行われた。橋桁は温度差によって伸縮するため、ブリタニア岩礁の橋脚にのみ固定し、他の橋脚や橋台には可動支承を用いて桁の伸縮を許容する構造とした。3月5日に最後のリベットがロバート自身によって打ち込まれ、試運転が行われた。3月18日から営業運転が単線で開始され、10月19日に複線の橋が完成した。
当初は橋の東側のたもとに、チェスター・アンド・ホリーヘッド鉄道が運営し地域のローカル列車が停車する駅があった 。この駅は8年半の営業の後、旅客が少なすぎるために廃止となった。駅舎の下部の残骸以外には何も残されていない。
ブリタニア橋の建設に用いられた技術は、イザムバード・キングダム・ブルネルがサルタッシュのテイマー川にロイヤルアルバート橋を架ける際に影響を与えた。

## 火災と再建
1970年5月23日の夜、橋の中で遊んでいた少年たちが火のついた松明を落とし、タールで覆われたチューブの木造屋根に火がついて、橋は大きな被害を受けることになった（ブリタニア橋火災公式報告、BBC News videoを参照）。地元の消防隊の努力にもかかわらず、橋の高さと構造、そして水の供給が不足していることから、火が本土側からアングルシー側へ向かって橋全体に燃え広がるのを止めることはできなかった。火が自然に燃え尽きた後、橋はまだ残っていたが、強い熱により鉄製箱桁の構造的な整合性は致命的に損なわれてしまった。この結果、橋はハスバンド・アンド・カンパニーによって完全に再建されることになった。
新しい設計はアーチ橋であった。両側のアプローチの支間の部分にはコンクリートの橋脚が建設され、中央のブリタニア岩礁の橋脚は再利用されて、主径間には鋼鉄製のアーチが建設された。橋は、単線で制限速度付ではあったが、1972年1月30日に仮復旧した。その脇で数か月かけて1線分の箱桁が撤去され、その部分に本復旧工事が行われた。信号技術の改良により単線でも十分な線路容量が確保できるため、本復旧した側に切り替えられた後は、仮復旧側の線は撤去してそのままとされた。
火災からほぼ10年後の1980年に、上部の道路が開通し、A55号線を通している。

## 提案されている改良

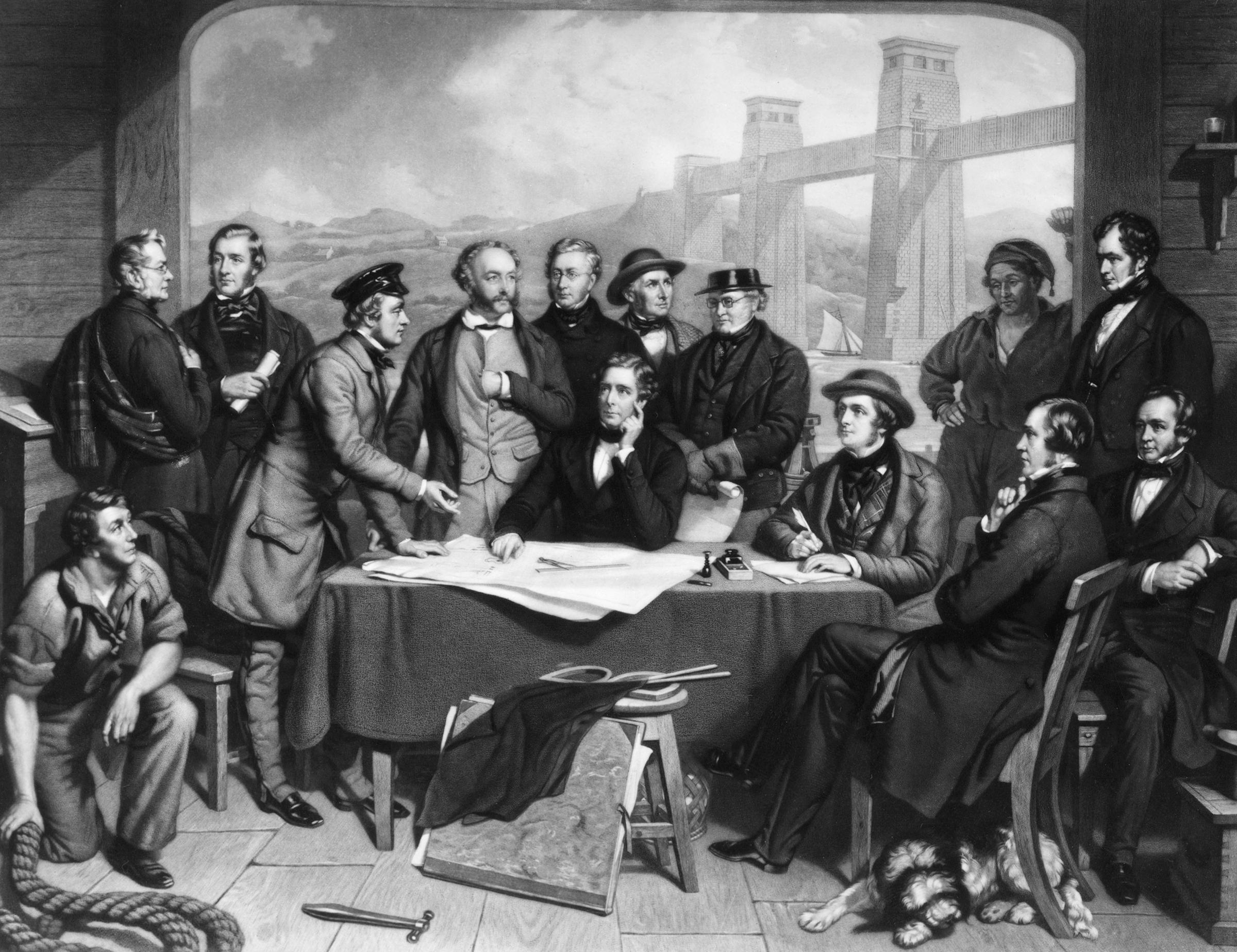
ブリタニア橋を設計・建設した、中央に座るロバート・スチーブンソンとその周囲の技術者たち、1868年の版画

2007年11月、「A55号線ブリタニア橋改良」に関する国民意見の聴取が行われた。把握された問題点としては以下のようなものがある。
- A55号線の中で中央分離帯のない唯一の区間である。
- 午前と午後のピーク時間における渋滞。
- 季節的な要因やホリーヘッドからのフェリーとの関係での混雑。
- 両端のジャンクションでの待ち行列。
- 今後10年間で交通量がかなり増加すると見込まれること。

この文書では、4つのオプションが提示され、その利点と欠点が示されている。
- 何もしない: 交通量の増加に伴って渋滞も増加する。
- 既存の橋を拡幅する: これを行うには追加の車線を建設する余地を確保するために、橋脚の塔を撤去する必要がある。橋は第2級登録構造物であり、またネットワーク・レールが所有していることもあってこれは問題である。また既存の構造は通常規格の4車線を支えることができないため、追加車線は幅の狭いものとならざるを得ない。
- 新しいコンクリート箱桁橋を脇に架ける: 新しい橋を別に架ければ、建設中も従来の橋を通常通り利用できる。橋はメナイ海峡の中間に支柱を必要とするが、これは海峡が特別保護区域となっているため環境上の問題がある。支柱と道路表面を現在の橋に揃えれば、外観上の問題は小さい。
- 新しい斜張橋を架ける: 海峡中に支柱を建設する必要がなくなるが、ケーブルを支持する主塔の高さのため景観に大きな影響を与える。またこれは最も費用が掛かる。

回答者は圧倒的に何らかの改良を行うことを希望し、70パーセントは第2の橋を架ける方法を支持している。

## 同様の橋
より経済的な橋の設計がすぐに開発されたこともあり、鉄の管状橋の例はとても少ない。有名な事例は、スチーブンソンが架けたランディドノとコンウィの間のコンウィ鉄道橋と、モントリオールのセントローレンス川に架けられたビクトリア橋がある。
コンウィ鉄道橋はなお使用されており、残存している唯一の管状橋である。しかし補強のために中間に橋脚が追加されている。橋はトーマス・テルフォードが1826年に造った隣接するコンウィ吊橋からよく見ることができる。
ビクトリア橋はセントローレンス川に架けられた最初の橋であり、また1859年の完成時は世界最長の橋であった。1898年にトラス橋に架け替えられた。